# DZBB-AM
DZBB-AM er en filippinsk nyheds- og taleradiostation som ejes af GMA Network. Stationen sendes på en frekvens 594 kHz (mellembølgebånd).  
- Arman Roque i løbet af sit radioprogram i 1990'erne.